# Trissonchulus acutus
Trissonchulus acutus är en rundmaskart som först beskrevs av Gerlach 1953.  Trissonchulus acutus ingår i släktet Trissonchulus och familjen Ironidae. Inga underarter finns listade i Catalogue of Life.